# Innsbrucker Straße
Die Innsbrucker Straße (B 174) ist eine Landesstraße in Österreich und liegt im Stadtgebiet von Innsbruck. Sie verläuft von der Anschlussstelle Innsbruck-Ost der Inntalautobahn (A 12) bis zum Anschluss an die B 171 in der Höttinger Au auf einer Länge von 5,2 km.

## Verlauf

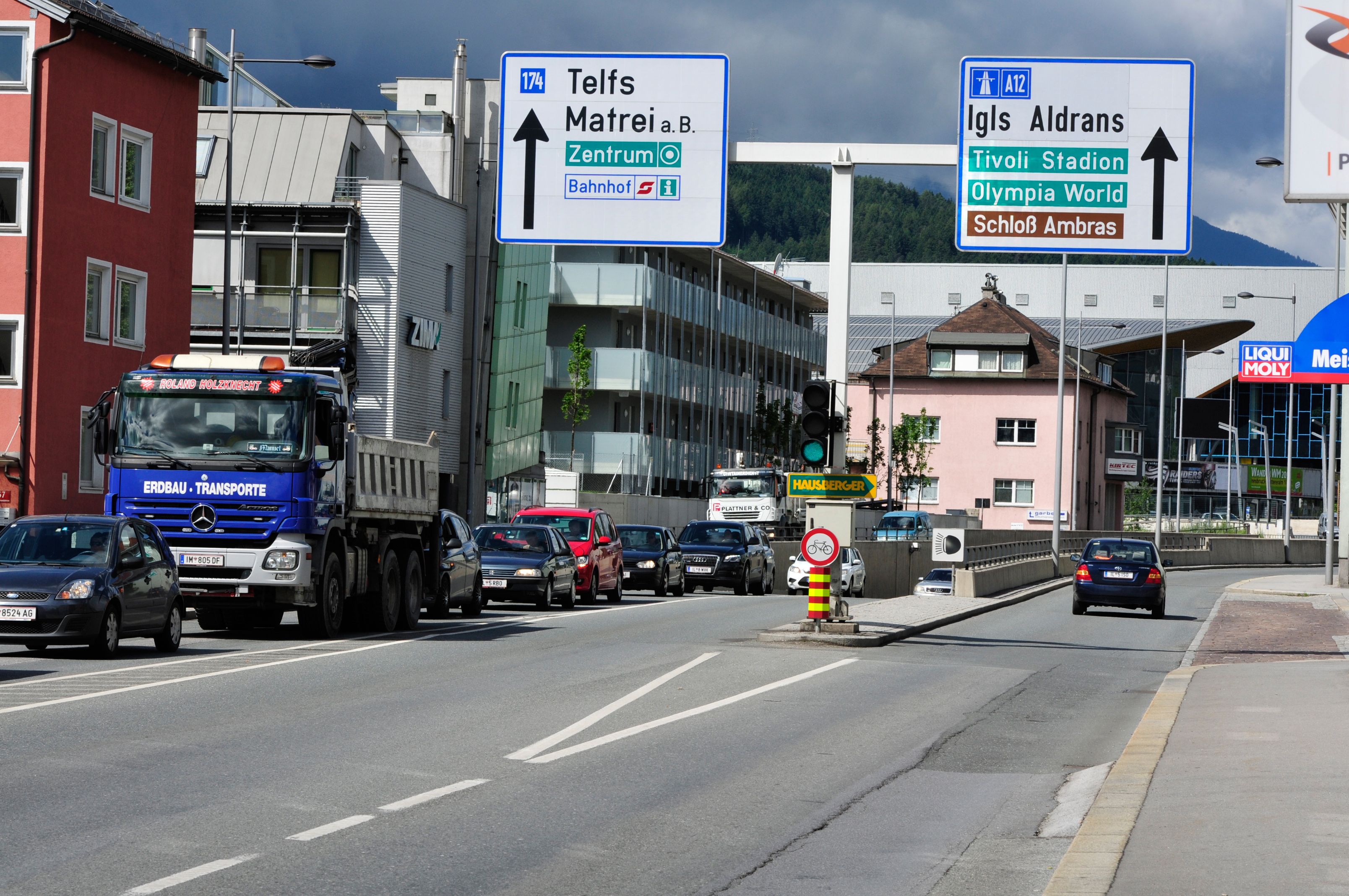
Unterführung beim Eisstadion Richtung Westen

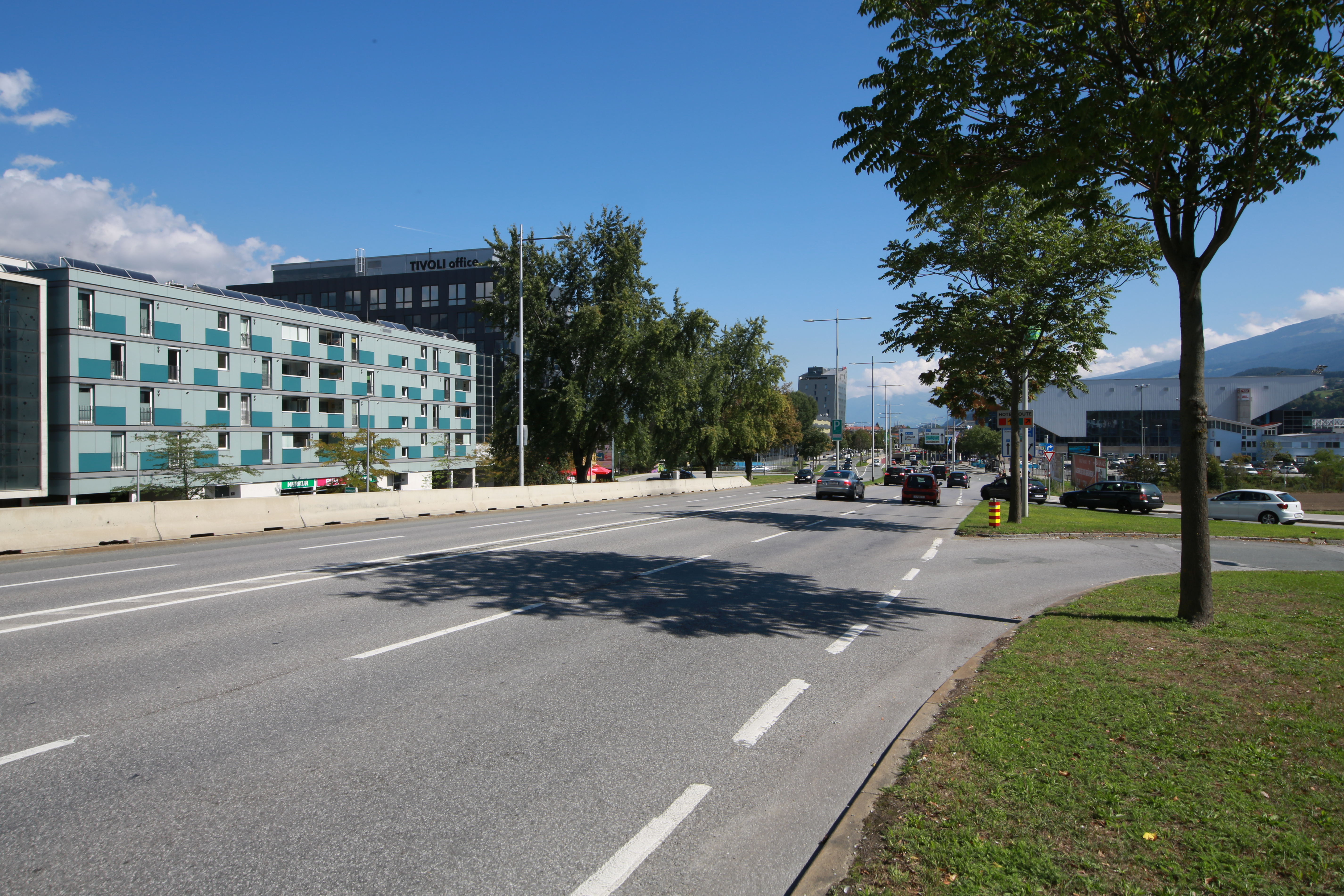
Olympiastraße/Ostrampe der Olympiabrücke Richtung Osten

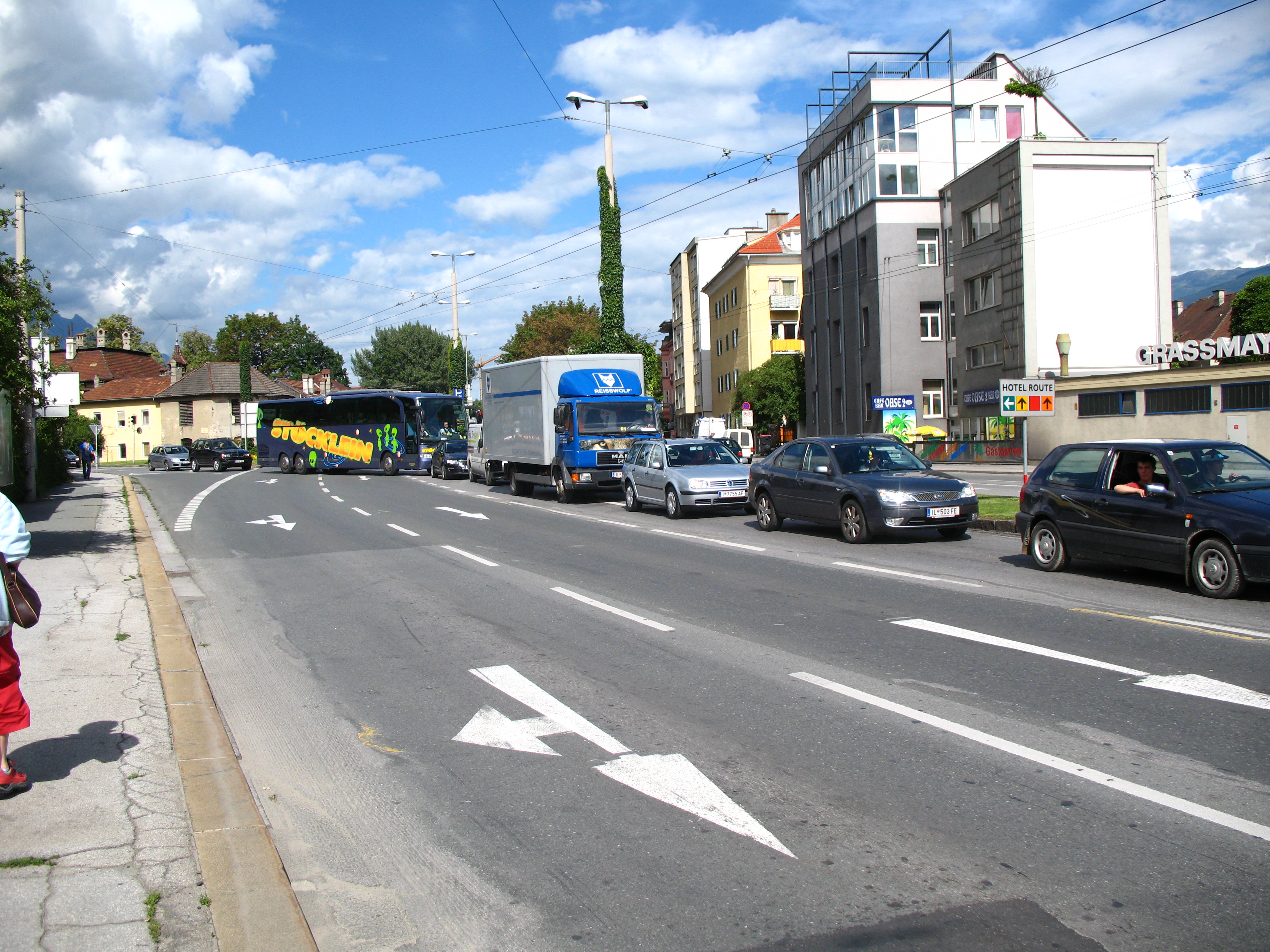
Graßmayrstraße bei der Einmündung Südbahnstraße Richtung Osten

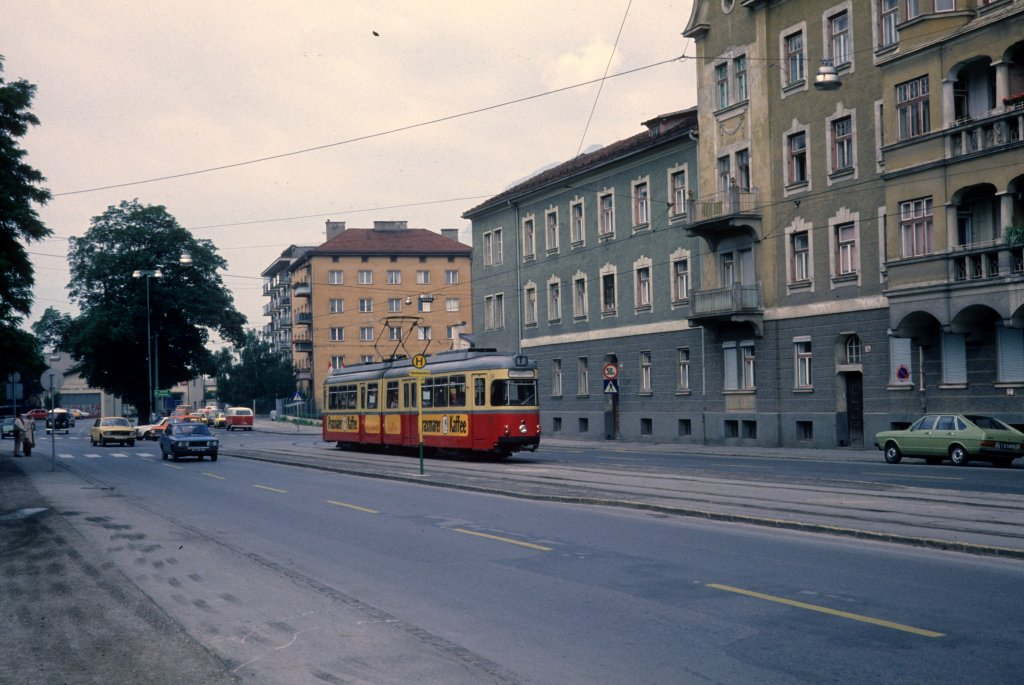
Egger-Lienz-Straße beim Westbahnhof Richtung Westen (1978)

Die Innsbrucker Straße beginnt am Autobahnanschluss Innsbruck-Ost und verläuft in Ost-West-Richtung durch Amras und Pradl. Auf der 287 m langen Olympiabrücke überquert sie die Sill und die Gleisanlagen des Hauptbahnhofs. Anschließend führt sie durch Wilten, wo die Brennerstraße (B 182) nach Süden abzweigt. Auf der Höhe des Westbahnhofs wendet sie sich Richtung Nordwesten, kreuzt den Innrain (L 11 Völser Straße), überquert auf der Freiburger Brücke den Inn und führt durch die Höttinger Au, bis sie in die B 171 einmündet.
Sie heißt in ihrem Verlauf von Ost nach West Amraser-See-Straße – Burgenlandstraße – Olympiastraße – Olympiabrücke – Graßmayrstraße – Anton-Melzer-Straße – Egger-Lienz-Straße – Holzhammerstraße – Freiburger Brücke – Bachlechnerstraße. Die B 174 wird auch Südring genannt, weil sie das bebaute Stadtgebiet am südlichen Rand durchquert, obwohl sie eher eine Tangente darstellt. Nachts ist der Südring als der Innsbrucker Straßenstrich bekannt.

## Geschichte
Als Herzstück der Ost-West-Verbindung wurde am 3. Jänner 1964 die anlässlich der Olympischen Winterspiele 1964 errichtete Olympiabrücke eröffnet. In der Folge wurden die Anschlussstrecken ausgebaut, Anfang der 1980er Jahre wurde die Freiburger Brücke errichtet und der Straßenzug in die Höttinger Au verlängert. Für den Ausbau des Südrings wurde 1981 das südwestliche Eck des Westfriedhofs abgetrennt, wofür zahlreiche Gräber des jüdischen Sektors aufgelassen oder umgebettet werden mussten.
Nicht verwirklichten Plänen aus den 1970er Jahren zufolge sollte die B 174 bereits beim Rumer Hof in Rum von der B 171 abzweigen und über eine neue Innbrücke in die Rossau und zum Südring geführt werden. Die Freiburger Brücke war nach diesen Plänen als 320 m lange Hochbrücke geplant, die nicht nur den Inn, sondern auch den Innrain und die Fischnalerstraße überquert hätte.
2006 wurde der Südring beim Eisstadion in eine 440 m lange Unterführung verlegt und die oberirdische Kreuzung mit der Mittelgebirgsstraße (L 9) als Kreisverkehr gestaltet. Ebenso wurde die Olympiabrücke unter dem Wegfall der beiderseitigen Gehsteige auf vier Fahrspuren verbreitert, für Fußgänger und Radfahrer wurde südlich der bestehenden Brücke eine neue Brücke gebaut.
Seit dem 1. Jänner 1973 gehört die Innsbrucker Straße zum Netz der Bundesstraßen in Österreich.

## Verkehr
Die B 174 ist einer der meistbefahrenen Straßenzüge der Stadt Innsbruck. Sie ist eine wichtige Verbindung von und zu den Anschlussstellen Innsbruck-West, -Mitte und -Ost der Inntalautobahn. Im Jahr 2016 wurden im Schnitt 43.072 Kraftfahrzeuge pro Tag gezählt. Abgesehen von der Unterführung beim Eisstadion ist sie durchgehend vierspurig ausgebaut.
Der Südring wird im Großteil seines Verlaufs von der Linie T der IVB befahren, in kürzeren Abschnitten auch von weiteren Buslinien. Vom Westbahnhof bis zur Fritz-Konzert-Straße verkehrt die Straßenbahn (Linie 1 und Stubaitalbahn) auf einem eigenen Gleiskörper in der Mitte der Straße.

## Ausbau
Die nächsten neuralgischen Punkte dieses Straßenzuges, die ausgebaut werden sollen, sind die sogenannte Graßmayrkreuzung (Einmündung der Südbahnstraße und Leopoldstraße/B 182 Brennerstraße in die B 174; der Name leitet sich von der dort befindlichen Glockengießerei Grassmayr ab) und die westlich davon gelegenen Kreuzungen der B 174 mit der Tschamlerstraße/Fritz-Konzert-Straße und mit der Neuhauserstraße. Ziel der Umbaumaßnahmen ist es hier auch, den in Ost-West-Richtung laufenden Durchgangsverkehr durch die Führung in einer Unterflurtrasse kreuzungsfrei von der Egger-Lienz-Straße bis zur Olympiabrücke auf einer Ausbaulänge von 638 m zu führen und zusätzlich die Südbahnstraße und damit das Stadtzentrum auch für die Fahrtrichtung nach Osten an den Südring anzubinden. Damit wird die Leistungsfähigkeit in diesem Bereich wesentlich erhöht und zugleich die Lärmemissionen reduziert. Die Länge der erforderlichen Untertunnelung der B 174 beträgt 286 m. Ein Termin für den Baubeginn steht noch nicht fest.